# Gle Madang
Gle Madang är ett berg i Indonesien.   Det ligger i provinsen Aceh, i den västra delen av landet, 1 800 km nordväst om huvudstaden Jakarta. Toppen på Gle Madang är 300 meter över havet, eller 143 meter över den omgivande terrängen. Bredden vid basen är 1,9 km.
Terrängen runt Gle Madang är kuperad åt nordost, men åt sydväst är den platt. Havet är nära Gle Madang åt sydväst.Runt Gle Madang är det glesbefolkat, med 18 invånare per kvadratkilometer. Omgivningarna runt Gle Madang är en mosaik av jordbruksmark och naturlig växtlighet.